# Tom Clancy's Splinter Cell (jogo eletrônico)
Tom Clancy's Splinter Cell é um aclamado jogo eletrôncico de ação-aventura em stealth, desenvolvido pela Ubisoft Montreal e publicado pela Microsoft Game Studios em exclusivo para o Xbox no dia lançado em 17 de Novembro de 2002. Durante o ano de 2003, a Ubisoft republicou o jogo para Windows, GameCube e PlayStation 2. Em 2019 ele chegou ao Xbox One, e em 2020 ao Xbox Series X|S.
É o primeiro jogo Splinter Cell na série apoiada (porém não criada) pelo autor Tom Clancy, e segue as atividades de Black Operation, "Black Ops", da NSA estado-unidense, sob o agente Sam Fisher. O personagem de Sam Fisher é dublado pelo ator Michael Ironside. Seu chefe, Irving Lambert, é dublado pelo ator Don Jordan.
O jogo está disponível para Xbox, PlayStation 2, Nintendo GameCube, Windows e Mac OS X. Versões em 2D foram lançadas para N-Gage, Game Boy Advance,[carece de fontes?] e celulares. A versão para celulares foi desenvolvida pela Gameloft. O sucesso da série de jogos gerou diversos romances escritos sob o pseudônimo David Michaels.
O jogo conta com 13 níveis, 10 níveis de campanha e 3 bônus:
|    | Nome dos níveis     |
| -- | ------------------- |
| 1  | Training            |
| 2  | Police Station      |
| 3  | Defense Ministry    |
| 4  | Oil Refinery        |
| 5  | CIA HQ              |
| 6  | Kalinatek           |
| 7  | Chinese Embassy     |
| 8  | Abattoir            |
| 9  | Chinese Embassy     |
| 10 | Presidential Palace |

|   | Nome dos níveis     |
| - | ------------------- |
| 1 | Kola Cell           |
| 2 | Vselka Infiltration |
| 3 | Vselka Submarine    |